# Collegio elettorale di Conegliano (Camera dei deputati)
Il collegio di Conegliano fu un collegio elettorale uninominale della Repubblica Italiana per l'elezione della Camera dei deputati. Apparteneva alla circoscrizione Veneto 2 e fu utilizzato per eleggere un deputato nella XII, XIII e XIV legislatura.
Venne istituito nel 1993 con la cosiddetta Legge Mattarella (Legge n. 277, Nuove norme per l'elezione della Camera dei deputati), attuata in seguito al referendum abrogativo del 1993. La legge istituì per la Camera dei deputati e per il Senato della Repubblica un sistema di elezione misto, in parte maggioritario e in parte proporzionale. Il 75% dei parlamentari dell'assemblea veniva eletto in collegi uninominali tramite sistema maggioritario a turno unico; il restante 25% alla Camera veniva eletto tramite sistema proporzionale con liste bloccate.
Il collegio venne abolito insieme a tutti gli altri che costituivano la Camera con la promulgazione della legge elettorale successiva, la cosiddetta Legge Calderoli. Questa prevedeva un sistema proporzionale con premio di maggioranza, che alla Camera veniva attribuito a livello nazionale.

## Territorio
Il collegio di Conegliano era uno dei 37 collegi uninominali in cui era suddiviso il Veneto e, come previsto dal D.Lgs. del 20 dicembre 1993 n. 536, era interamente compreso nella provincia di Treviso e comprendeva i seguenti comuni: Cimadolmo, Codognè, Conegliano, Fontanelle, Gaiarine, Godega di Sant'Urbano, Mansuè, Mareno di Piave, Ormelle, Orsago, Portobuffolé, San Fior, San Polo di Piave, San Vendemiano, Santa Lucia di Piave, Spresiano, Susegana e Vazzola.

## Eletti
| Elezione | Elezione | Deputato         | Partito                 |
| -------- | -------- | ---------------- | ----------------------- |
|          | 1994     | Franco Rocchetta | Polo delle Libertà (LN) |
|          | 1996     | Guido Dussin     | Lega Nord               |
|          | 2001     | Guido Dussin     | Casa delle Libertà (LN) |

## Dati elettorali

### XII legislatura

#### Risultati proporzionale
| Coalizioni        | Coalizioni            | Liste                       | Liste                              | Voti   | %     |
| ----------------- | --------------------- | --------------------------- | ---------------------------------- | ------ | ----- |
|                   | Polo delle Libertà    |                             | Lega Nord                          | 29.740 | 31,64 |
|                   | Polo delle Libertà    | Forza Italia                | 20.300                             | 21,60  |       |
| Totale coalizione | Totale coalizione     | 50.040                      | 53,24                              |        |       |
|                   | Progressisti          |                             | Partito Democratico della Sinistra | 8.612  | 9,16  |
|                   | Progressisti          | Rifondazione Comunista      | 3.637                              | 3,87   |       |
|                   | Progressisti          | Federazione dei Verdi       | 3.365                              | 3,58   |       |
|                   | Progressisti          | Partito Socialista Italiano | 1.773                              | 1,89   |       |
| Totale coalizione | Totale coalizione     | 17.387                      | 18,50                              |        |       |
|                   | Patto per l'Italia    |                             | Partito Popolare Italiano          | 14.672 | 15,61 |
|                   | Alleanza Nazionale    | Alleanza Nazionale          | Alleanza Nazionale                 | 6.361  | 6,77  |
|                   | Lega Autonomia Veneta | Lega Autonomia Veneta       | Lega Autonomia Veneta              | 5.522  | 5,88  |
| Totale            | Totale                | Totale                      | Totale                             | 93.982 |       |

#### Risultati uninominale
|                               | Franco Rocchetta ✔️ Eletto | Polo delle Libertà (FI - LN - CCD - UDC) | 47 917 | 50,65 |  |  |  |  |  |
|                               | Franco Bentivogli          | Progressisti                             | 16 175 | 17,10 |  |  |  |  |  |
|                               | Gaetano Zamboni            | Patto per l'Italia                       | 15 496 | 16,38 |  |  |  |  |  |
|                               | Sergio Roà                 | Lega Autonomia Veneta                    | 9 029  | 9,54  |  |  |  |  |  |
|                               | Emanuele Schenardi         | Alleanza Nazionale                       | 5 996  | 6,34  |  |  |  |  |  |
| Totale                        | Totale                     | Totale                                   | 94 613 | 100   |  |  |  |  |  |
|                               |                            |                                          |        |       |  |  |  |  |  |
| Fonte: Ministero dell'interno |                            |                                          |        |       |  |  |  |  |  |

### XIII legislatura

#### Risultati proporzionale
| Coalizioni        | Coalizioni          | Liste                                     | Liste                              | Voti   | %     |
| ----------------- | ------------------- | ----------------------------------------- | ---------------------------------- | ------ | ----- |
|                   | Lega Nord           | Lega Nord                                 | Lega Nord                          | 41.777 | 45,42 |
|                   | Polo per le Libertà |                                           | Forza Italia                       | 15.151 | 16,47 |
|                   | Polo per le Libertà | Alleanza Nazionale                        | 8.409                              | 9,14   |       |
|                   | Polo per le Libertà | CCD-CDU                                   | 3.979                              | 4,33   |       |
| Totale coalizione | Totale coalizione   | 27.539                                    | 29,94                              |        |       |
|                   | L'Ulivo             |                                           | Partito Democratico della Sinistra | 7.274  | 7,91  |
|                   | L'Ulivo             | Popolari per Prodi (PPI-SVP-PRI-UD-Prodi) | 5.562                              | 6,05   |       |
|                   | L'Ulivo             | Rinnovamento Italiano                     | 4.334                              | 4,71   |       |
|                   | L'Ulivo             | Federazione dei Verdi                     | 2.008                              | 2,18   |       |
| Totale coalizione | Totale coalizione   | 19.178                                    | 20,85                              |        |       |
|                   | Progressisti        |                                           | Rifondazione Comunista             | 3.494  | 3,80  |
| Totale            | Totale              | Totale                                    | Totale                             | 91.988 |       |

#### Risultati uninominale
|                               | Guido Dussin ✔️ Eletto | Lega Nord                       | 42 571 | 46,30 |  |  |  |  |  |
|                               | Ettore Setten          | Polo per le Libertà             | 24 702 | 26,87 |  |  |  |  |  |
|                               | Pierluigi Damian       | L'Ulivo - Lega Autonomia Veneta | 24 664 | 26,83 |  |  |  |  |  |
| Totale                        | Totale                 | Totale                          | 91 937 | 100   |  |  |  |  |  |
|                               |                        |                                 |        |       |  |  |  |  |  |
| Fonte: Ministero dell'interno |                        |                                 |        |       |  |  |  |  |  |

### XIV legislatura

#### Risultati proporzionale
| Coalizioni        | Coalizioni                         | Liste                              | Liste                                 | Voti   | %     |
| ----------------- | ---------------------------------- | ---------------------------------- | ------------------------------------- | ------ | ----- |
|                   | Casa delle Libertà                 |                                    | Forza Italia                          | 27.959 | 31,25 |
|                   | Casa delle Libertà                 | Lega Nord                          | 16.340                                | 18,27  |       |
|                   | Casa delle Libertà                 | Alleanza Nazionale                 | 7.377                                 | 8,25   |       |
|                   | Casa delle Libertà                 | CCD-CDU                            | 2.706                                 | 3,02   |       |
|                   | Casa delle Libertà                 | Nuovo PSI                          | 538                                   | 0,60   |       |
| Totale coalizione | Totale coalizione                  | 54.920                             | 61,39                                 |        |       |
|                   | L'Ulivo                            |                                    | La Margherita (Dem - PPI - RI- UDEUR) | 11.602 | 12,97 |
|                   | L'Ulivo                            | Democratici di Sinistra            | 6.409                                 | 7,16   |       |
|                   | L'Ulivo                            | Il Girasole (FdV - SDI)            | 1.424                                 | 1,59   |       |
|                   | L'Ulivo                            | Comunisti Italiani                 | 848                                   | 0,95   |       |
| Totale coalizione | Totale coalizione                  | 20.283                             | 22,97                                 |        |       |
|                   | Lista Di Pietro                    | Lista Di Pietro                    | Lista Di Pietro                       | 4.436  | 4,96  |
|                   | Liga Fronte Veneto                 | Liga Fronte Veneto                 | Liga Fronte Veneto                    | 3.093  | 3,46  |
|                   | Rifondazione Comunista             | Rifondazione Comunista             | Rifondazione Comunista                | 2.933  | 3,28  |
|                   | Lista Pannella - Bonino            | Lista Pannella - Bonino            | Lista Pannella - Bonino               | 2.098  | 2,35  |
|                   | Democrazia Europea                 | Democrazia Europea                 | Democrazia Europea                    | 852    | 0,95  |
|                   | Movimento Sociale Fiamma Tricolore | Movimento Sociale Fiamma Tricolore | Movimento Sociale Fiamma Tricolore    | 688    | 0,77  |
|                   | Abolizione scorporo                | Abolizione scorporo                | Abolizione scorporo                   | 81     | 0,09  |
|                   | Paese Nuovo                        | Paese Nuovo                        | Paese Nuovo                           | 74     | 0,08  |
| Totale            | Totale                             | Totale                             | Totale                                | 89.458 |       |

#### Risultati uninominale
|                               | Guido Dussin ✔️ Eletto | Casa delle Libertà | 47 847 | 53,33 |  |  |  |  |  |
|                               | Gabriella Chiellino    | L'Ulivo            | 28 061 | 31,28 |  |  |  |  |  |
|                               | Mauro Artico           | Liga Fronte Veneto | 8 936  | 9,96  |  |  |  |  |  |
|                               | Alessandro Barro       | Lista Di Pietro    | 4 875  | 5,43  |  |  |  |  |  |
| Totale                        | Totale                 | Totale             | 89 719 | 100   |  |  |  |  |  |
|                               |                        |                    |        |       |  |  |  |  |  |
| Fonte: Ministero dell'interno |                        |                    |        |       |  |  |  |  |  |